# Røstbank
Die Røstbank (norwegisch: Røstbanken) ist eine große unter dem Meeresspiegel liegende Sandbank vor der Westküste Norwegens und ist ein wichtiges Laichgebiet für Hering und Kabeljau.

## Geographie

### Lage
Die Røstbank befindet sich ca. 100 Kilometer vor der Westküste Norwegens, westlich der Lofoten und liegt auf dem Kontinentalsockel. Am Rande der Røstbank liegt Røstrevet, das größte bekannte Kaltwasserkorallenriff der Erde. 

### Ausdehnung
Die Røstbank ist in Nord-Süd-Richtung ca. 200 Kilometer lang und etwa 100 Kilometer breit. Die Flächenausdehnung beträgt ca. 20.000 Quadratkilometer.

## Wirtschaft
Die Røstbank gilt als gutes Fischfanggebiet. Fischarten wie z. B. Kabeljau und Scholle halten sich bevorzugt – wegen des etwas wärmeren Wassers – in den flachen Wasserzonen auf. Seit 1981 ist das Fischen mit Schleppnetzen für große Trawler über 35 m Länge im Bereich der Røstbank verboten.
Im Seegebiet der Røstbank gibt es auch Öl- und Gasvorkommen. Im Sommer 2012 wurde vom norwegischen Parlament Storting die Freigabe für Probebohrungen nach Öl im Bereich der Røstbank erteilt und die Umweltbehörde erteilte daraufhin Einleitungsgenehmigungen für verschiedene Chemikalien, die bei Erkundungsbohrungen verwendet werden. Die Entscheidung wurde von vielen skeptisch betrachtet, weil die ökologisch sensible Region als wichtiges Laichgebiet für Fische wie Hering und Kabeljau von großer Bedeutung für die Fischereiindustrie ist.

## Sonstiges
Der Bereich Røstbanken ist zudem ein Vorhersagebezirk in der Wettervorhersage des norwegischen Wetterdienstes yr.no.